# NHK石那田テレビ中継局
NHK石那田テレビ中継局（エヌエイチケイいしなたテレビちゅうけいきょく）は、栃木県宇都宮市に存在したNHKの中継局。

## 概要
- 当中継局は、宇都宮市篠井町字下篠井に置かれ、当地区へ電波を発射していたが、共同設備の整備などで2001年3月31日に廃止された。

## 中継局概要（廃止時点）
| 放送局名          | チャンネル | 空中線電力           | ERP  | 放送対象地域 | 放送区域内世帯数 | 偏波面   |
| NHK東京総合テレビ | 40ch       | 映像500mW /音声125mW | 不明 | 関東広域圏   | 不明             | 垂直偏波 |
| NHK東京教育テレビ | 42ch       | 映像500mW /音声125mW | 不明 | 全国放送     | 不明             | 垂直偏波 |